# Inglés hongkonés

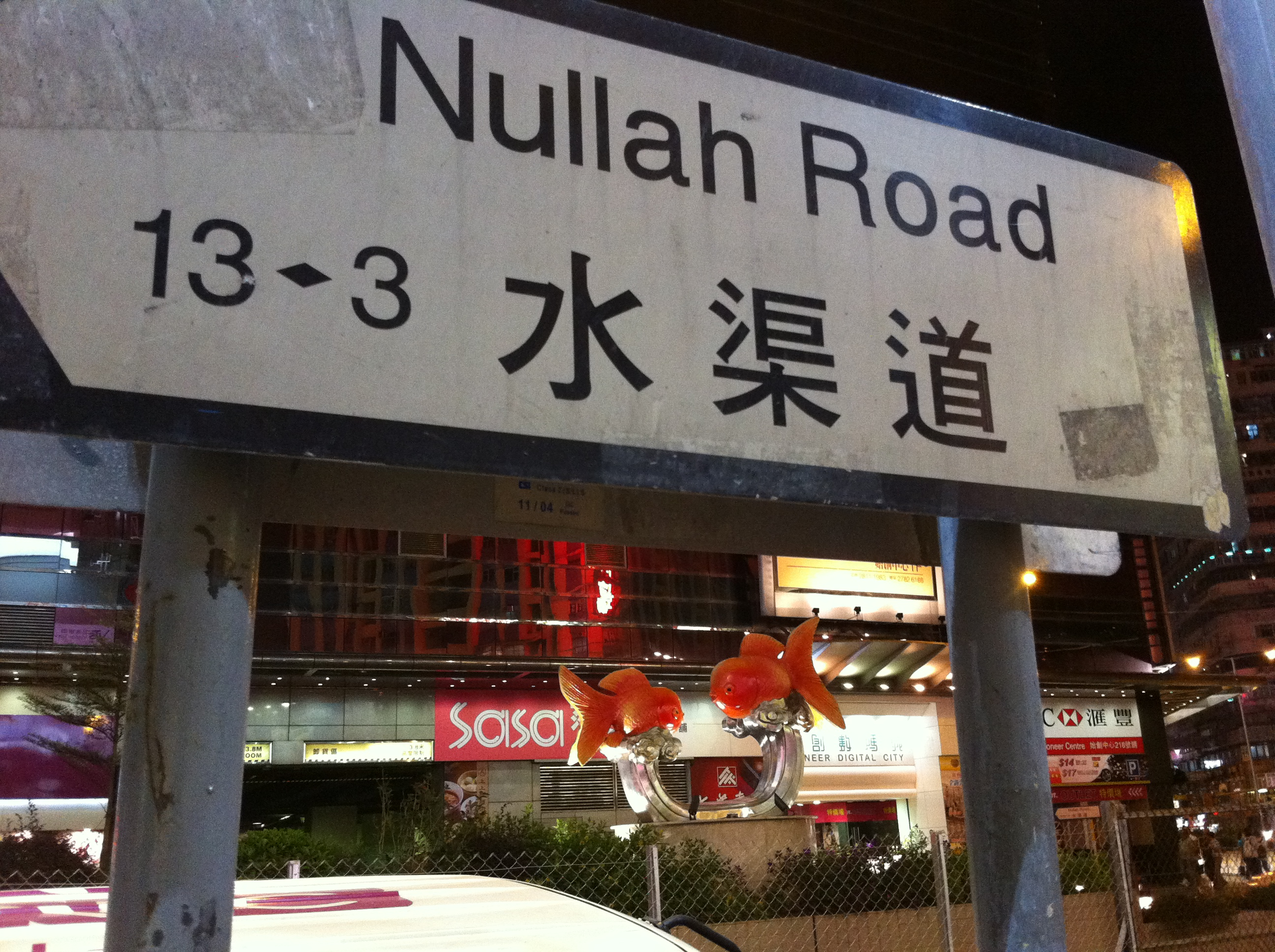
Calle bilingüe en Hong Kong

El inglés de Hong Kong es una variedad del idioma inglés originario de Hong Kong . La variante es un interlenguaje de aprendizaje o una variante emergente, principalmente como resultado de la historia del territorio británico de ultramar de Hong Kong y la influencia de los hablantes nativos de cantonés de Hong Kong. 

## Estatus
El inglés es uno de los dos idiomas oficiales de Hong Kong (el otro es el chino ( cantonés ) se utiliza en el mundo académico , empresarial y judicial , así como en la mayoría de los materiales gubernamentales . Las principales empresas suelen publicar material importante tanto en chino como en inglés, y todas las señales gubernamentales y de carreteras son bilingües.
Desde el Traspaso , el inglés en Hong Kong sigue siendo principalmente un segundo idioma, en contraste con Singapur, donde el inglés se ha convertido en un primer idioma. La disminución del dominio del inglés de los profesores locales de inglés ha sido objeto de críticas. La proporción de la población de Hong Kong que informa usar el inglés (es decir, todas sus formas) como su "idioma hablado habitual" aumentó del 2,8 % en 2006 al 4,3 % en 2016, mientras que el 51,1 %, el 63,5 % y el 65,6 % respectivamente , informó poder hablar, escribir y leer el idioma.

## Historia
En el siglo XVII se desarrolló un idioma pidgin a través del contacto lingüístico entre comerciantes portugueses e ingleses (Compañía Británica de las Indias Orientales) y comerciantes locales en el sureste de China. Esto ahora se conoce como inglés chino pidgin y, además de los sustratos del inglés estándar británico y el cantonés, también contenía elementos, en particular vocabulario, del inglés indio, el portugués y el malayo. Algunas estructuras del inglés chino pidgin todavía se pueden encontrar en el inglés moderno de Hong Kong.
Después de la primera guerra del Opio, Hong Kong se convirtió en colonia de la Corona británica en 1843. Inicialmente, los llamados compradores surgieron en la vida empresarial, que eran bilingües y mediaban entre hablantes de cantonés e inglés. Con el establecimiento cada vez mayor del inglés después del establecimiento de escuelas de inglés y la administración inglesa, el uso del inglés se extendió entre la población, razón por la cual los compradores se volvieron obsoletos gradualmente.